# Peter Larsson (football, 1961)
Pour les articles homonymes, voir Peter Larsson.
Peter Larsson, né le 8 mars 1961 à Nässjö (Suède), est un footballeur suédois, qui évoluait au poste de milieu de terrain à l'Ajax Amsterdam et en équipe de Suède.
Larsson a marqué quatre buts lors de ses quarante-sept sélections avec l'équipe de Suède entre 1983 et 1992. 

## Carrière
- 1982-1983 : Halmstads BK
- 1984-1987 : IFK Göteborg
- 1987-1991 : Ajax Amsterdam
- 1991-1993 : AIK Solna
- 1994 : Korsnäs IF
- 1997-1998 : Falu BS

## Palmarès

### En équipe nationale
- 47 sélections et 4 buts avec l'équipe de Suède entre 1983 et 1992.

### Avec l'IFK Göteborg
- Vainqueur de la Coupe UEFA en 1987.
- Vainqueur du Championnat de Suède de football en 1984, 1987.

### Avec l'Ajax Amsterdam
- Vainqueur du Championnat des Pays-Bas de football en 1990.

### Avec l'AIK Solna
- Vainqueur du Championnat de Suède de football en 1992.